# Alfio Mandich
Alfio Mandich (Fiume, 9 ottobre 1928 – Genova, 11 gennaio 2006) è stato un calciatore italiano, di ruolo centrocampista.

## Biografia
Figlio di Arturo Mandich e Maria Blasich, Alfio aveva una sorella maggiore di otto anni, Odette, e un fratello minore, Ottavio. Lasciò la natia Fiume nell'agosto 1948 come esule. Terminata la carriera agonistica si trasferì a Genova ove aveva conosciuto la moglie Orietta Compassi, anch'ella esule istriana, sposata nel 1966, da cui ha avuto due figli, Igor e Nadia. Nel capoluogo ligure lavora nel Consorzio autonomo del Porto di Genova.
Fu attivo membro delle associazioni degli esuli istriani.

## Carriera
Dopo aver militato in gioventù nella Fiumana, vestì le maglie delle squadre fiumane della Portuale, del Radnik, della Torpedo Fiume e del Lokomotiva Rijeka.  Gioca anche per un breve periodo al Busalla, disputando con i liguri tornei amichevoli.
Nel 1948 giocò nel Merano allenato da Olindo Serdoz.  Nel campionato 1949-1950 militò in Serie A nella Pro Patria di Giuseppe Meazza e nella stagione successiva nel Varese.
Nel campionato 1952-1953 si trasferì, insieme al compagno di squadra Eldino Danelutti, al Toma Maglie allenato da Carlo Alberto Quario, per  poi ritornare, a fine stagione, alla Pro Patria dove disputò il campionato di Serie B.
In seguito passò all'Empoli, squadra che militava nel campionato di Serie C, e nella cui compagine giocò per alcuni anni. Sfumata la possibilità di trasferirsi al Genoa, si ritira dal calcio giocato.